# 仙台市立荒町小学校
仙台市立荒町小学校（せんだいしりつ あらまちしょうがっこう）は、宮城県仙台市若林区荒町にある公立小学校である。

## 概要
仙台市の旧市街地よりも南エリアに小学校がある。学区内には五橋駅、東北学院大学五橋キャンパス(旧仙台市立病院)、東北学院大学土樋キャンパスがある。

## 所在地
- 仙台市若林区荒町86

## 沿革
- 1873年（明治6年）7月3日 - 第二大学区第一中学校区一番小学校として開校
- 1876年（明治9年）5月 - 知新学校に改称
- 1879年（明治12年）1月 - 荒町小学校に改称
- 1908年（明治41年）4月 - 荒町尋常小学校に改称
- 1941年（昭和16年） - 荒町国民学校に改称
- 1947年（昭和22年） - 仙台市荒町小学校に改称

## 学区
出典
- 青葉区
  - 五橋1丁目（5～7番）
  - 五橋2丁目
  - 中央1丁目（1番の一部）
  - 土樋1丁目（1～3番、4番の一部、5番、6番の一部、7～10番）
- 若林区
  - 荒町
  - 石垣町
  - 石名坂
  - 五橋3丁目（1～4番、5番の一部）
  - 清水小路
  - 新寺1丁目（1番、5番の一部、6番、7番の一部）
  - 土樋（1丁目11番・住居表示未整備地区）
  - 東七番丁（1～23番、157番以降）
  - 東八番丁（1～23番、174番以降）
  - 南鍛冶町（45～156番）
  - 弓ノ町

## 卒業後
出典
- 五橋中学校へ進学する。

## 著名な出身者
- 福井文彦（作曲家）

## アクセス
国道286号線と土樋通り（仙台市道）との交差点での信号待ち時間を含まず。
- 仙台市地下鉄南北線
  - 愛宕橋駅（西1出口）から、徒歩約210m・約3分。
  - 五橋駅（南2・荒町方面口）から、徒歩約280m・約4分。
- 仙台市営バス「愛宕大橋」停留所から、
  - 五橋駅前・仙台駅前・交通局東北大学病院前方面行のりばから、徒歩約225m・約4分。
  - 八木山動物公園駅前・野草園前・長町四丁目長町営業所前・東北工大長町キャンパス方面行のりばから、徒歩約190m・約3分。